# 红旗水库 (潜山)
红旗水库是中国安徽省安庆市潜山市境内的一座水库，位于长江支流大沙河上，建于1972年。水库正常库容为940万立方米，集雨面积为64平方千米，海拔为94米。